# گلف (فیلم)
گلف (انگلیسی: Golf) فیلمی به کارگردانی تام باکینگهام و لری سمون است که در سال ۱۹۲۲ منتشر شد. از بازیگران آن می‌توان به اولیور هاردی و لری سمون اشاره کرد.